# Hubíles
Hubíles (německy Hubiles) je vesnice, část obce Smržov v okrese Hradec Králové. Nachází se asi 1 km na západ od Smržova. V roce 2010 zde bylo evidováno 53 adres. V roce 2001 zde trvale žilo 137 obyvatel.
Hubíles je také název katastrálního území o rozloze 2,82 km2.

## Název
Název se vyvíjel od varianty Hubiles (1495, 1533, 1654, 1790, 1836), Hubilesy (1848), Hubylesy (1854), Hubilesy (1904, 1869), Hubylesy (1880), Hubilesy (1900–1910) a od té doby Hubíles. Místní jméno je pravděpodobně odvozeno od přezdívky prvního usedlíka, který hubil les.

## Historie
První písemná zmínka o obci pochází z roku 1495. V letech 1869–1900 byl osadou obce Smržov, v letech 1900–1966 pak samostatnou obcí. 1. ledna 1967 se stal částí Smržova.

## Obyvatelstvo
Podle sčítání 1930 zde žilo v 47 domech 214 obyvatel. 214 obyvatel se hlásilo k československé národnosti. Žilo zde 180 římských katolíků, 14 evangelíků a 13 příslušníků Církve československé husitské.
| Rok            | 1869 | 1880 | 1890 | 1900 | 1910 | 1921 | 1930 | 1950 | 1961 | 1970 | 1980 | 1991 | 2001 | 2011 |
| -------------- | ---- | ---- | ---- | ---- | ---- | ---- | ---- | ---- | ---- | ---- | ---- | ---- | ---- | ---- |
| Počet obyvatel | 236  | 267  | 242  | 212  | 225  | 219  | 214  | 172  | 161  | 158  | 138  | 137  | 137  | 131  |
| Počet domů     | 33   | 34   | 35   | 36   | 39   | 40   | 47   | 46   | 41   | 40   | 36   | 42   | 47   | 51   |

## Pamětihodnosti
- Smírčí kříž